# Мартін Стропніцький
Мартін Стропніцький (чеськ. Martin Stropnický; нар. 19 грудня 1956, Прага, Чехословаччина) — чеський актор, автор пісень, режисер і сценарист. У жовтні 2013 він був обраний членом Палати депутатів. З січня 2014 по 2017 рік — міністр оборони Чеської Республіки. Раніше він працював дипломатом, він служив також міністром культури Чехії та художнім керівником театру. З 13 грудня 2017 року отримав посаду Міністра закордонних справ Чехії.